# Старобобовицька волость
Новобобовицька волость — історична адміністративно-територіальна одиниця Новозибковського повіту Чернігівської губернії з центром у селі Старі Бобовичі (Нові Бобовичі).
Станом на 1885 рік складалася з 3 поселень, 5 сільських громад. Населення — 4467 осіб (2177 чоловічої статі та 2290 — жіночої), 779 дворових господарств.
|                     | Площа, десятин | У тому числі орної, дес. |
| ------------------- | -------------- | ------------------------ |
| Сільських громад    | 13247          | 6638                     |
| Приватної власності | 84             | 68                       |
| Казенної власності  | 83             | 57                       |
| Іншої власності     | 274            | 211                      |
| Загалом             | 13414          | 6763                     |

Найбільші поселення волості на 1885 рік:
- Нові Бобовичі — колишнє державне село при річці Іпуть за 18 верст від повітового міста, 1584 особи, 267 дворів, православна церква, постоялий будинок, 2 лавки, 7 вітряних млинів, 4 ярмарки на рік.
- Вишков — колишнє державне село при болоті, 1411 осіб, 254 двори, православна церква, постоялий будинок, 5 вітряних млинів.
- Малий Вишков — колишнє державне село при річці Іпуть, 203 особи, 39 дворів, постоялий будинок, цегельний завод.
- Старі Бобовичі — колишнє державне село при річці Іпуть, 1138 осіб, 207 дворів, православна церква, 3 постоялих будинки, 2 водяних і 2 вітряних млини.

Наприкінці 1880-х волосне правління було перенесено до села Старі Бобовичі й волость отримала назву Старобобовицька.
1899 року у волості налічувалось 6 сільських громади, населення зросло до 24 327 осіб (3001 чоловічої статі та 3011 — жіночої).